# Stolzia (planten)
Stolzia is een geslacht van orchideeën uit de onderfamilie Epidendroideae.
Het zijn kleine tot zeer kleine epifytische of lithofytische orchideeën uit tropisch Afrika.

## Naamgeving en etymologie
De botanische naam Stolzia is genoemd naar Adolf Ferdinand Stolz (1871-1917), een Duits missionaris die in het begin van de 20e eeuw orchideeën verzamelde in zuidelijk Tanzania.

## Kenmerken
Stolzia-soorten zijn voornamelijk kruipende, epifytische of (zelden) lithofytische planten, met langwerpige, opgezwollen pseudobulben die elk jaar ontstaan op de top van de voorgaande, en zo een ketting vormen. Op de top van de laatste pseudobulb ontstaat elk jaar één of enkele vlezige, a-typische bladeren en een korte bloemstengel met slechts één kleine, klokvormige bloem.

## Habitat en verspreiding
Stolzia-soorten groeien op mossige bomen en rotsen in schaduwrijke, vochtige montane loofwouden in tropisch Afrika

## Soorten
Het geslacht telt 16 soorten. De typesoort is Stolzia nyassana.
- Stolzia angustifolia Mansf. (1934)
- Stolzia atrorubra Mansf. (1934)
- Stolzia christopheri P.J.Cribb (1981)
- Stolzia compacta P.J.Cribb (1977)
- Stolzia cupuligera (Kraenzl.) Summerh. (1953)
- Stolzia elaidum (Lindl.) Summerh. (1964)
- Stolzia grandiflora P.J.Cribb (1985)
- Stolzia leedalii P.J.Cribb (1979)
- Stolzia moniliformis P.J.Cribb (1978)
- Stolzia nyassana Schltr. (1915)
- Stolzia oligantha Mansf. (1934)
- Stolzia peperomioides (Kraenzl.) Summerh. (1953)
- Stolzia repens (Rolfe) Summerh. (1953)
- Stolzia thomensis Stévart & P.J.Cribb (2004)
- Stolzia viridis P.J.Cribb (1978)
- Stolzia williamsonii P.J.Cribb (1978)